# Holiday Pocono
Holiday Pocono è un census-designated place (CDP) degli Stati Uniti d'America, situato nello stato della Pennsylvania, nella contea di Carbon.